# Anthony Francis Sharma
Anthony Francis Sharma SJ (* 12. Dezember 1937 in Kathmandu; † 8. Dezember 2015) war ein indischer römisch-katholischer Ordensgeistlicher und Apostolischer Vikar von Nepal.

## Leben
Anthony Francis Sharma trat der Ordensgemeinschaft der Jesuiten bei und der Bischof von Darjeeling, Eric Benjamin, weihte ihn am 4. Mai 1968 zum Priester. Papst Johannes Paul II. ernannte ihn am 9. April 1984 zum Apostolischen Superior von Nepal. Am 8. November 1996 wurde er zum Apostolischen Präfekten von Nepal ernannt.
Papst Benedikt XVI. ernannte ihn am 10. Februar 2007 zum Apostolischen Vikar von Nepal und Titularbischof von Gigthi. Die Bischofsweihe spendete ihm der Apostolische Nuntius in Indien und Nepal, Pedro López Quintana, am 5. Mai desselben Jahres; Mitkonsekratoren waren Benedict John Osta SJ, Erzbischof von Patna, und Thomas D’Souza, Bischof von Bagdogra.
Papst Franziskus nahm am 25. April 2014 seinen altersbedingten Rücktritt an.